# Můj vysvlečenej deník
Můj vysvlečenej deník je česká filmová komedie z roku 2012 režiséra Martina Dolenského. Jedná se o filmové zpracování stejnojmenné knižní předlohy spisovatelky Johany Rubínové.

## Děj
Studentka Johana žije pouze s otcem a nevlastní matkou. Její pravá matka zemřela, když byla malá. Její první velká láska skončila pokusem o sebevraždu. Od té doby se Johana snaží vyhnout jakékoliv milostné lásce. Při dalším pokusu najít si partnera to opět nedopadne dobře. Její přítel ji podvede s její nejlepší kamarádkou. Johana se s těmito nezdary snaží vypořádat. Dále hodlá zjistit, co stálo za smrtí její matky.

## Obsazení
- Veronika Khek Kubařová jako Johana
- Petra Špalková jako macecha Sába
- Igor Bareš jako otec
- Ondřej Mataj jako Čogo
- Simona Stašová jako dr. Lichá
- Veronika Žilková jako Valengová
- Jan Antonín Duchoslav jako Ivan
- Šárka Krausová jako Andy
- Martin Šesták jako Hagrid
- Sandra Černodrinská jako Káča
- Berenika Kohoutová jako Kasandra
- Marika Šoposká jako Margareta
- Láďa Karda jako Ondřej
- Petra Doležalová jako Hilda
- Kateřina Jandáčková jako Romča
- Karel Janák jako doručovatel DHL

## Lokace
Film se natáčel v Praze a v přírodní rezervaci Divoká Šárka.